# Kim Yong-chol
Ne doit pas être confondu avec Kim Jong-chol
Kim Yong-chol est un général nord-coréen, ayant notamment dirigé les services de renseignement extérieur du pays.

## Biographie
Kim Yong-chol appartient dans les années 1960 aux unités chargées de la protection de Kim Il-sung ; il participe ensuite au fonctionnement et à la réorganisation du système de sécurité nationale de la Corée du Nord, puis aux négotiations entre les deux Corées entre 2006 et 2008.
Il prend la tête en 2009 du Bureau général de reconnaissance (ou RGB, d’après l’acronyme en anglais) à sa création.
Kim Yong-chol est suspecté par les autorités américaines d’avoir commandité le torpillage d’une corvette de la marine sud-coréenne en 2010 ; l’événement est connu sous le nom d’incident de Baengnyeong. À ce titre, il fait l’objet de sanctions de la part des États-Unis. Il est aussi soupçonné d’avoir prévu une tentative d’assassinat du transfuge Hwang Jang-yop la même année ; les deux agents nord-coréens chargés de l’attaque sont toutefois arrêtés par les autorités sud-coréennes avant d’avoir pu passer à l’acte,.
En 2015, il est également accusé d’avoir organisé, à la tête du Bureau général de reconnaissance, l’attaque informatique contre Sony. Il quitte officiellement en 2016 la tête du RGB, pour occuper les fonctions de vice-président du comité du Parti du travail, membre de son bureau politique et de la commission militaire centrale du pays. Il commanderai aussi un organisme civil pro-Corée du Nord en Corée du Sud depuis cette date.
En 2018, Kim fait partie de la délégation officielle nord-coréenne aux Jeux olympiques de PyeongChang, il assiste ainsi à la cérémonie de clôture de l’événement, fin février. En mai de la même année, il est envoyé aux États-Unis dans le cadre des négociations préalables à la rencontre entre Kim Jong-un et Donald Trump qui doit se tenir le 12 juin. Il s’agit de la première visite d’une personnalité aussi haut placée dans l’organigramme du régime nord-coréen depuis l’invitation du chef d’état-major et vice-maréchal Jo Myong-rok par Bill Clinton, en 2000 ; Kim y rencontre notamment Mike Pompeo, secrétaire d’État américain.